# 評定
評定
1. 評定（ひょうてい）
評価に基づく評定のこと。本記事で詳述。
公務員の勤務に関する評定については、勤務評定を参照のこと。
2. 評定（ひょうじょう）
会議のこと。評定衆・小田原評定など。

評定（ひょうてい）とは、物事の成績・質・価値・等級などを決定すること、または決定した成績のことである。評価と意味合いが似ているが、評定は「様々な評価を総合して最終的に定めた値踏み」というニュアンスで理解するのが適当であろう。

## 概要
評定は3段階、5段階、10段階など、いくつかの段階にわけてつけられるのが一般的である。段階を表すには、数字（1,2,3,4,5…）、アルファベット（A,B,C…）、記号（◎,○,▲,△…）や、これらとともに+・−を組み合わせたり（B-, A++）、ダッシュを使用したり（B′）するなど場面によって様々であり、また数字やアルファベットは、その場面によってどちらが優等であるかも異なるため、一概に記号のみを見て評定を理解することは難しい。従って、大概は評定の記号の意味を説明するための表や注釈が添付されている。

## 学校における評定
学校における評定は、3段階・5段階または10段階を用いることが多い。教師は学習の様子、宿題、定期考査の結果などを資料として児童・生徒を評価し、その結果を総合評価で判定して評定を決定する。公立学校においては、このときの評価資料を評価する方法として2000年ごろから絶対評価が用いられている。
評定は学期ごとに通知表に記載されて児童・生徒やその保護者に通知される他、学年末に指導要録に記録され、保存される。また受験の際の調査書にも記載され、内申点として用いられる。